# Жолбариса Калшораєва
Жолбари́са Калшора́єва (каз. Жолбарыс Қалшораев) — село у складі Мактааральського району Туркестанської області Казахстану. Входить до складу Достицького сільського округу.
У радянські часи село називалось Інтернаціональне.
Населення — 2466 осіб (2021; 2615 у 2009, 2313 у 1999, 1738 у 1989).